# Herzliebster Jesu, was hast du verbrochen

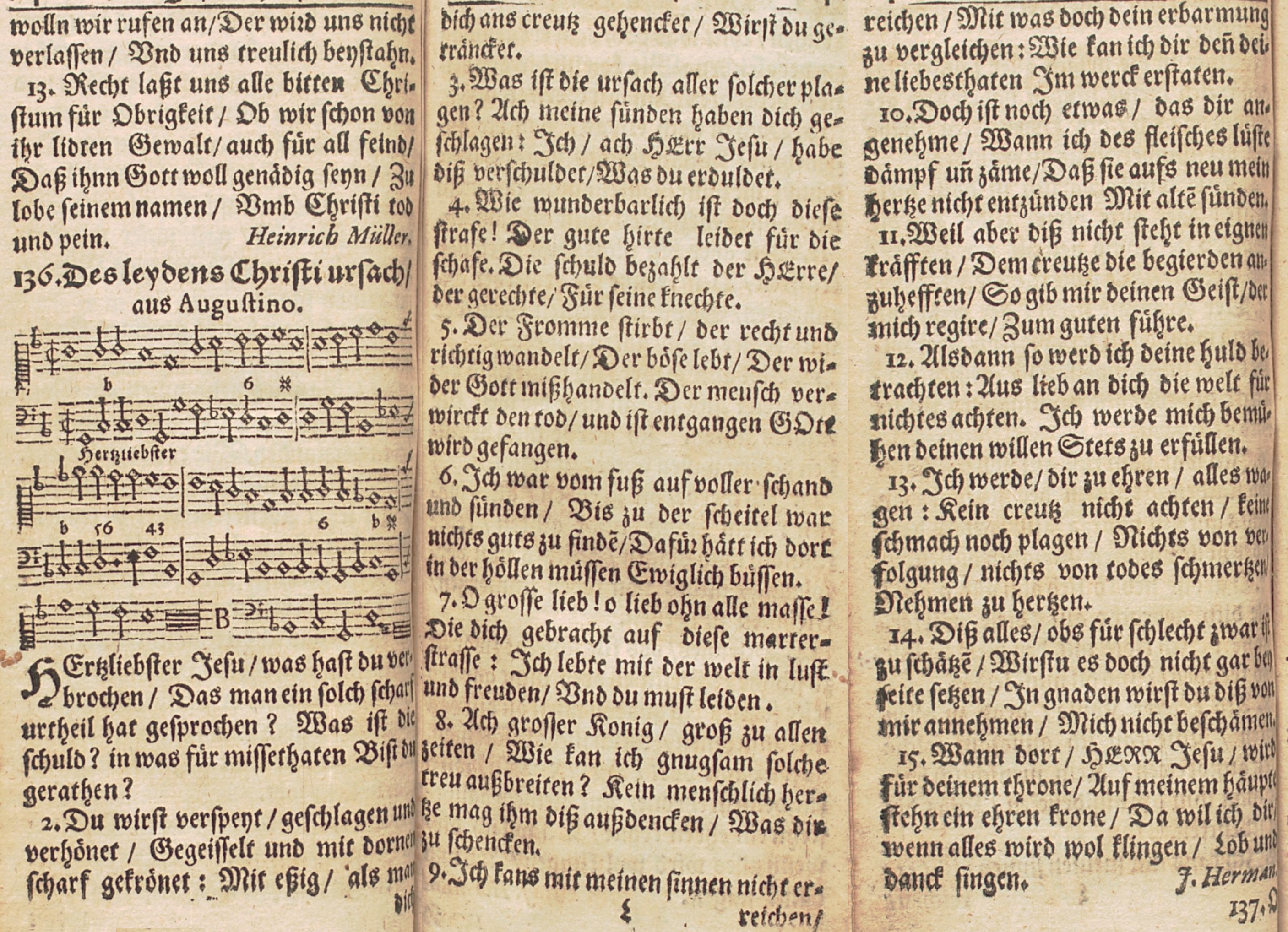
Herzliebster Jesu, was hast du verbrochen in Praxis Pietatis Melica (1660)

Herzliebster Jesu, was hast du verbrochen ist die Titelzeile eines der bekanntesten geistlichen Gedichte der Barockzeit. Es stammt von Johann Heermann und wurde 1630 publiziert.

## Form
Das Gedicht umfasst fünfzehn Strophen zu drei elfsilbigen und einer fünfsilbigen Zeile nach dem im deutschen Humanismus und Barock vielfach nachgeahmten Vorbild der Sapphischen Strophe.

## Inhalt
Dem Text war im Erstdruck die Überschrift beigegeben: „Ursache des bittern Leidens JEsu Christi und Trost aus seiner Lieb und Gnade: Aus Augustino“. Der Hinweis auf Augustinus bezieht sich auf die lateinische Vorlage, die Heermanns Gedicht zugrunde liegt, das 7. Kapitel der Meditationes Divi Augustini. Diese Soteriologie in Gebetsform war im Spätmittelalter und in der frühen Neuzeit bei katholischen und protestantischen Theologen hoch geschätzt. Ihre Zuschreibung an Augustinus ist allerdings sekundär; die moderne Textkritik vermutete Anselm von Canterbury oder Bernhard von Clairvaux, neuerdings Johannes von Fécamp als Verfasser.
Wie die Vorlage ist Heermanns Text eine Betrachtung und Deutung der Passion Christi. Das ego, das in der Vorlage den Menschen (homo) vertritt, wird zum lyrischen Ich, das sich in großer Ergriffenheit und Demut direkt an Jesus wendet.
Die erste Strophe weist mit rhetorischen Fragen auf die Unschuld Jesu hin, der zum Trotz er verurteilt wurde. In der dritten Strophe fragt das lyrische Ich nach der Ursach solcher Plagen und findet sie bei den eigenen Sünden. Auf diese Selbstanklage folgt eine Auseinandersetzung mit dem Wunder der göttlichen Sündenvergebung durch den stellvertretenden Tod Christi – der wunderbare Tausch, Strophe 5 – sowie die Suche nach einer angemessenen Antwort darauf („Wie kann ich dir denn deine Liebestaten im Werk erstatten?“, Strophe 9). In der dreizehnten Strophe verspricht das lyrische Ich, alles für Jesus zu wagen. Die Schlussstrophe enthält eine Jenseitsvision und weist implizit auf die Auferstehung Christi und der Gläubigen zum ewigen Leben hin.

## Melodie und Rezeption

Anfang von Bachs Choralsatz

Das Gedicht wurde 1640 von Johann Crüger vertont. Er entwickelte seine Melodie aus einer Singweise, die Guillaume Franc 1543 für den 23. Psalm des Genfer Psalters komponiert hatte. Herzliebster Jesu wurde mit Crügers Melodie zu einem der berühmtesten deutschen Kirchenlieder. Im Evangelischen Gesangbuch (Nr. 81) ist eine elfstrophige Fassung (ohne die Originalstrophen 6, 10, 12 und 14; Strophe 11 nach 13 als vorletzte eingeordnet), im katholischen Gotteslob (Nr. 290) sind die ersten vier Strophen enthalten. Das Mennonitische Gesangbuch (Nr. 284) beinhaltet eine neunstrophige Fassung.
Die Strophen 1, 2, 4 und 6 (7) verwendete Johann Sebastian Bach in der Matthäus-Passion (BWV 244), wodurch das Gedicht heute auch einem breiteren Musikpublikum bekannt ist. Statt des Crügerschen Allabreve-Rhythmus mit Wechsel von ganzen und halben Noten ist Bachs Melodieversion zum Vier-Viertel-Takt ausgeglichen und um Durchgangstöne ergänzt.
Es existieren mehrere englische Übersetzungen, unter anderem eine von Catherine Winkworth aus dem Jahr 1863.